# ナイロン6,6
ナイロン6,6（ナイロン66、ナイロン6-6、ナイロン6/6、ナイロン6:6、6,6ナイロン、6,6-ナイロンなどとも）は、ポリアミドまたはナイロンの一種。ナイロン6とともに繊維産業とプラスチック産業で最も一般的である。それぞれ6つの炭素原子を含む2つのモノマー、ヘキサメチレンジアミンとアジピン酸からなり、これが名前の由来である。

## 合成と製造
ナイロン6,6は、ヘキサメチレンジアミンとアジピン酸の重縮合により合成される。当量のヘキサメチレンジアミンとアジピン酸を反応器で水と混ぜ合わせる。これを結晶化してアルミニウム/カルボン酸塩の混合物であるナイロン塩を作成する。ナイロン塩は反応容器に入り、そこで重合プロセスが数回に分けてまたは連続的に行われる。
{\displaystyle {\ce {n(HOOC - (CH2)4 - COOH) + n(H2N - (CH2)6 - NH2) -> [-OC - (CH2)4 - CO - NH - (CH2)6 - NH - ]_n + (2n - 1)H2O}}}
水を除去すると酸とアミンの機能からアミド結合が形成され、反応が重合に向けて促進される。このようにして溶融ナイロン6,6が形成される。この時点で押し出し造粒する、または直接紡糸口金（細かい穴のある小さな金属板）を介して押し出し冷却してフィラメントを作成することで繊維に直接紡糸することができる。

## 用途
2011年の世界生産量は200万トンであった。生産量の半分強は繊維であり、残りはエンジニアリング樹脂である。配向ができないためフィルムには使用されていない。2010年の需要のうち、繊維市場が55%を占め、残りがエンジニアリング熱可塑性樹脂であった。
ナイロン6,6は、高い機械的強度、剛性、耐熱性および/または耐薬品性が要求される場合に頻繁に使用される。テキスタイルやカーペット、成形品の繊維に使用されている。テキスタイルの場合、さまざまなブランドで販売されており、例えば荷物用のNilitブランドまたはコーデュラブランドであるが、エアバッグ、アパレル、Ultronブランドのカーペット繊維にも使用されている。ナイロン6,6は主に射出成形により3D構造物を作成するのに適している。自動車の用途で広く使用されており、ラジエーターエンドタンク、ロッカーカバー、エアインテークマニホールド、オイルパンなど「ボンネットの下」の部品や、ヒンジやボールベアリングケージなどの他の多くの構造部品などに使用される。その他の用途には、電気絶縁素子、パイプ、プロファイル、さまざまな機械部品、結束バンド、コンベヤーベルト、ホース、ポリマーフレームの兵器、ターンアウトブランケットがある。ギターのナット素材としても人気がある。
特にガラス繊維強化グレードは、ハロゲンフリーであり効果的に難燃性を実現できる。リンをベースとした難燃剤系はこれらの耐火ポリマーに使用されており、アルミニウムジエチルホスフォネートと相乗剤をベースにしている。これらはUL 94可燃性試験、グローワイヤ着火性試験 (GWIT)、グローワイヤ可燃性試験 (GWFI) および比較追跡指数 (CTI) に適合するように設計される。その主な用途は電気電子 (E&E) 業界である。
レミントンナイロン66は、1959年から1989年にかけてレミントン・アームズにより製造された.22ライフルである。この銃の銃床とレシーバーは、どちらもDupont Zytelのナイロン樹脂で作られていた。